# Han-devant-Pierrepont
Han-devant-Pierrepont és un municipi francès, situat al departament de Meurthe i Mosel·la i a la regió del Gran Est.
Aquest municipi va pertànyer fins a l'1 de gener de 1997 al departament del Mosa, concretament al cantó de Spincourt, que estava enquadrat al districte de Verdun.